# Серір
Серір — нафтове родовище-гігант у Лівії. 
Входить у Сахаро-Середземноморський нафтогазоносний басейн. 
Запаси 1 млрд т. 
Глибина залягання 2490…2745 м. 
Річний видобуток 11.6 млн т.